# Ludwig Rochlitzer
Ludwig Rochlitzer, né le 25 août 1880 à Voitsberg, duché de Styrie, et mort le 13 mars 1945 à Vienne est un compositeur et avocat autrichien.

## Biographie
Fils du directeur général de la compagnie de chemin de fer Graz-Köflacher Bahn Joseph Rochlitz et de Laura Failhauer, Ludwig Rochlitzer passe sa petite enfance à Graz. En 1890, il rencontre l'ami de ses parents Johannes Brahms. Au cours de ses années de lycée à Seitenstetten (1890-1898), il dirige l'orchestre des étudiants et joue de l'orgue. En 1895, il est remarqué par Anton Bruckner qui lui suggère, après son audition, d'étudier avec lui la musique à Vienne plutôt que de poursuivre, selon le vœu de son père, une carrière juridique. Néanmoins, il étudie le droit de 1898 à 1902 à l'Université de Graz. Il y obtient son doctorat en droit en 1903. Contre la volonté de son père, il suit les cours de l’École de musique de Styrie (Musikverein für Steiermark). Il y apprend l'harmonie et le contrepoint avec Erich Wolf Degner ainsi que le piano avec le compositeur styrien Guido Peters (1866-1937).
De 1902 à 1903, il est nommé répétiteur des chœurs au Semperoper de Dresde auprès de son directeur général, Ernst von Schuch. En 1903, il s'installe à Vienne et poursuit, de 1904 à 1907, sa formation en contrepoint auprès de Karl Nawratil (1836-1914) tout en terminant son stage d'avocat au tribunal régional de Vienne. En 1913, Rochlitzer exerce comme avocat indépendant à Vienne. Durant la Première Guerre mondiale, il s'engage comme volontaire au 13e régiment de hussards. À la fin du conflit, il est promu officier (lieutenant). Il reçoit la  Médaille du Mérite Militaire Signum Laudis.
Dans le domaine musical, Rochlitzer est un compositeur prolifique de chansons et crée à Prague, Vienne et Graz ses premiers opéras et opérettes, sur ses propres livrets. La critique en apprécie le travail contrapuntique et la richesse des mélodies. De 1926 à 1937, Ludwig Rochlitzer est membre du Conseil exécutif de la Société des auteurs, compositeurs et éditeurs de musique (Staatlich genehmigte Gesellschaft der Autoren, Komponisten und Musikverleger, AKM). Il devient alors un ami proche et compagnon, entre autres, de Joseph Marx. Il fait aussi partie du conseil d'administration du Bureau International des Musiciens à Vienne.
Son travail d'avocat auprès de la Société des auteurs et compositeurs lui permet, pendant la période nazie d'aider beaucoup de ses collègues juifs à fuir l'Autriche. Il est arrêté le 25 avril 1941 et interrogé par la Gestapo de Vienne. Il est notamment soupçonné de faciliter le déplacement de bijoux de valeur à l'étranger.
Le 13 mars 1945, Ludwig Rochlitzer, qui vivait dans la Führichgasse, près de l'Albertina, décède lors d'un bombardement des Alliés sur Vienne. La majorité de ses œuvres musicales disparaissent avec lui.

## Œuvres principales

### Opéras
- Marietta
- Myrthia, 1906
- Frater Carolus op. 1, 1910

### Opérettes
- Der erste Kuß op. 4, 1914,livret de Wilhelm Otto et Wilhelm Frieser
- Goldmädel op. 2, 1921, livret deWilhelm Frieser
- Liebesheirat op. 3, livret de L. Rochlitzer

### Œuvres instrumentales
- Waldesmärchen op.6; 1897, pour piano
- Träumerei op.7; 1897, pour piano
- Freudvoll und Leidvoll op. 10, 1898, valse de salon
- Frühlingshoffen op. 11, 1898, esquisse musicale
- Wiegenlied op. 24, 1899, lied
- Thesa-Walzer op. 33, 1899, valse pour piano
- Faschingsmusik op.5, valse pour piano
- Ver Sacrum op. 15, 1898, valse pour piano
- J'y pense op. 30, 1899, valse pour piano
- Studentenblut op.10; 1897, valse pour piano
- Jeka-Walzer op.42
- Studentenball op 37, 1899, polonaise
- Jahreszeiten op.56, pour piano
- Schwarz-Gelb op.8, 1898, marche pour piano
- Stets grad aus, marche militaire pour piano

### Œuvres vocales
Ludwig Rochlitzer a composé des dizaines de lieder avec accompagnement de piano, notamment sur des poèmes de Karl Stieler, Friedrich Schiller, Heinrich Heine ou Friedrich Rückert

## Source
- (de) Cet article est partiellement ou en totalité issu de l’article de Wikipédia en allemand intitulé « Ludwig Rochlitzer » (voir la liste des auteurs).